# Gomphrena phaeotricha
Gomphrena phaeotricha är en amarantväxtart som beskrevs av Troels Myndel Pedersen. Gomphrena phaeotricha ingår i släktet klotamaranter, och familjen amarantväxter. Inga underarter finns listade i Catalogue of Life.